# Becquerelia muricata
Becquerelia muricata är en halvgräsart som först beskrevs av Johann Otto Boeckeler, och fick sitt nu gällande namn av Christian Gottfried Daniel Nees von Esenbeck. Becquerelia muricata ingår i släktet Becquerelia och familjen halvgräs. Inga underarter finns listade i Catalogue of Life.